# Resolução 250 do Conselho de Segurança das Nações Unidas
A Resolução 250 do Conselho de Segurança das Nações Unidas aprovada por unanimidade em 18 de abril de 1968, advertiu Israel contra a realização de uma parada do Dia da Independência em Jerusalém, a proclamada capital de Israel. Israel ignorou a resolução. Em resposta, o Conselho aprovou a Resolução 251 do CSNU condenando as ações de Israel.